# Achaea
Achaea war eine Provinz des Römischen Reiches. Die Region wurde 146 v. Chr. nach dem bellum Achaicum von den Römern unterworfen, blieb allerdings zunächst äußerlich frei und wurde nur indirekt vom Statthalter der Provinz Macedonia kontrolliert. Erst unter Augustus wurde Achaea in der Senatssitzung vom 13. Januar 27 v. Chr. als eigenständige senatorische Provinz eingerichtet. Der Name der Provinz leitete sich ab vom Achaiischen Bund, der in der ersten Hälfte des 2. Jahrhunderts v. Chr. ein wichtiger Juniorpartner Roms in Griechenland gewesen war. Sie umfasste neben der Halbinsel Peloponnes praktisch das gesamte griechische Kernland mit einem Großteil der Inseln:
- Mittelgriechenland
- Euböa
- Peloponnes
- Epirus
- Akarnanien
- Ionische Inseln
- Ätolien
- Thessalien
- Sporaden
- Kykladen ohne Astypalea und Amorgos

Verwaltet wurde die Provinz von einem proconsul pro praetore, der seinen Sitz in der Colonia Laus Iulia Corinthus oder Corinthiensis hatte, der nach der Zerstörung Korinths an der gleichen Stelle gegründeten römischen Kolonie. Freie Städte, die de iure nicht Teil der Provinz waren, waren vor allem Athen und Sparta sowie die in Akarnanien gelegene Kolonie Nikopolis, die Augustus zur Erinnerung an die Schlacht bei Actium gegründet hatte und die später Hauptstadt der Provinz Epirus wurde, als Epirus mit Teilen Akarnaniens und den Ionischen Inseln von Achaea abgetrennt und zur selbständigen Provinz wurde (vor 117). Weitere Kolonien waren Dyme, Patrai und Buthroton. Faktisch unterstanden aber auch die freien Städte (civitates liberae) in Achaea der römischen Herrschaft, wenngleich sie Privilegien genossen.

## Geschichte
Im Jahr 15 n. Chr. wurde Achaea unter Kaiser Tiberius vorübergehend zur kaiserlichen Provinz, vielleicht vor dem Hintergrund von Staseis, die unter anderem in Athen ausgebrochen waren und eine direktere Kontrolle notwendig erscheinen ließen, bis Kaiser Claudius sie 44 wieder unter senatorische Kontrolle stellte. Sein Nachfolger, Kaiser Nero, inszenierte sich als Philhellene und proklamierte im Jahr 67 die Freiheit aller Griechen in Achaea. Diese Verfügung wurde schon im Jahr 70 von Vespasian wieder aufgehoben, formal aber war Achaea  in der Zwischenzeit keine römische Provinz. Unter Antoninus Pius wurden Thessalien und Phthiotis wieder der Provinz Macedonia zugeschlagen. 267 fielen Heruler unter Ausnutzung römischer Bürgerkriege plündernd in die Provinz ein und brandschatzten Athen und andere Städte. Bei der Diokletianischen Reichsreform wurden die Kykladen außer Skyros, Lemnos und Imbros Teil der neugebildeten provincia insularum.
Seit 395 galt Achaea als Teil des oströmischen Reiches, auch wenn der weströmische Hof zunächst ebenfalls Ansprüche auf die Region erhob. 396 verheerten meuternde gotische Söldner (foederati) die Provinz; im späten 6. Jahrhundert begann dann die Landnahme der Slawen auf dem Balkan, die zunächst Plünderungszüge unternahmen, die um 580 große Teile Griechenlands verwüsteten, sich aber ab dem frühen 7. Jahrhundert in Griechenland niederließen. Damit endete die antike Geschichte von Achaea. Das Gebiet des mittelalterlichen byzantinischen Thema Hellas, das nach der Unterwerfung der Slawen etabliert wurde, stimmte allerdings bis auf den Westteil mit dem von Achaea überein.

## Wirtschaft
In spätrepublikanischer Zeit hatte Griechenland vor allem unter dem System der römischen Steuerpacht schwer gelitten. Man hat in der älteren Forschung aus der Verödung zahlreicher kleinerer Poleis und Dörfer geschlossen, dass auch die Kaiserzeit keine Prosperität für Griechenland gebracht habe – jedenfalls keine schnelle wirtschaftliche Erholung. Diese Sicht vernachlässigte aber das relative Wachstum der größeren Städte (Athen, Sparta, Korinth, Patrae, Elis, Argos, Tegea, Gythion, Hermione, Eleusis, Megara), die sich ausdehnten und deren Einwohner deutlich zahlreicher waren als in klassischer Zeit. Auch die landwirtschaftliche Struktur wandelte sich durch die Anlage zahlreicher villae rusticae und die Entstehung großer Latifundien (so befand sich halb Attika im Besitz des Herodes Atticus). Vor diesem Hintergrund wird heute statt einer Verarmung ein Strukturwandel angenommen.
Exportgüter waren vor allem Wein aus der nördlichen Peloponnes, Honig und Olivenöl aus Attika und Marmor aus Thessalien, Attika, von der Peloponnes und den Inseln Euböa, Skyros, Naxos und Paros (von hier stammte der berühmte Parische Marmor). Künstlerische und kunsthandwerkliche Produkte wurden in Athen gefertigt, und Patrae war das Zentrum des Textilhandels. Hier wurde die Wolle arkadischer Schafe und Leinen aus Elis zu feinem Gewebe (βύσσος) verarbeitet. In Gytheion wurde der kostbare Färbestoff Purpur gewonnen und Marmor aus Lakonien exportiert.
Ein weiterer wichtiger „Exportartikel“ war Bildung: Einerseits besuchten zahlreiche Römer die Stätten des klassischen Griechenlands als eine Art Freilichtmuseum, andererseits war Athen der Sitz der Akademie und Lehrstatt der Philosophen, wo Römer wie Marcus Tullius Cicero philosophische, rhetorische und philologische Vorlesungen hörten. Erst in der ausgehenden Spätantike kam die Lehrtätigkeit in Athen unter Kaiser Justinian zum Erliegen. Und schließlich war auch die Anziehungskraft der großen Spiele lange ungebrochen: Bei Korinth wurden weiterhin alle zwei Jahre die Isthmischen Spiele gefeiert und die Olympischen Spiele konnten sogar Kaiser Nero zu den Teilnehmern zählen. Sie wurden erst 393 n. Chr. von Theodosius I. verboten, da sie dem christlichen Kaiser ein Dorn im Auge waren.